# Arnim Stauth
Arnim Stauth (* 1957) ist ein deutscher Fernsehjournalist.

## Karriere
Stauth studierte Psychologie und Soziologie in Berlin. Bereits während des Studiums war er als freier Autor und Fotograf für verschiedene Zeitungen tätig. Er ist seit 1986 beim Westdeutschen Rundfunk in Köln tätig, zunächst als Volontär, dann als Redakteur und Reporter beim Regionalmagazin „Hier und Heute“, später bei Monitor. Von 1995 bis 1999 war er ARD-Fernsehkorrespondent in Moskau, inzwischen ist er Reporter der Auslandsgruppe des WDR.
Seitdem verfasste er zahlreiche Reportagen aus Krisen- und Kriegsgebieten, unter anderem aus Afghanistan und dem Irak. Er erhielt mehrere Fernsehpreise im In- und Ausland.
Insbesondere war er bei dem Gefängnisaufstand in Qala-i-Jangi vom 25. November bis zum 3. Dezember 2001 dabei, bei dem bis zu 500 Taliban-Kämpfer gegen US-amerikanische und britische Special-Forces kämpften. Bei dem Angriff sprach er mit dem CIA-Agenten Dave Tyson, der mit seinem Kollegen Johnny „Mike“ Spann die gefangenen Taliban verhören sollte. Spann wurde bei dem Angriff der Taliban getötet.
Bereits 2010 machte Stauth auf Fälle von sexueller Belästigung innerhalb des WDR aufmerksam. Diese wurden von der Führungsetage ignoriert.

## Auszeichnungen
- Nominierung für den Adolf-Grimme-Preis, den Deutschen Fernsehpreis und den „Emmy-Award“ unter anderem für Berichterstattungen aus dem Irak-Krieg.[4]
- Goldmedaille der „Medikinale“[4]
- 1. Preis Journalistenpreis Entwicklungspolitik[4]
- Ernst-Schneider-Preis[4]
- Preis des Internationalen Bonner Presseballs („Beste Auslandsreportage Fernsehen“)[4]
- „Goldene Nymphe“ des „Festival de Television de Monte-Carlo“[4]